# بچگیتو فراموش نکن
بچگیتو فراموش نکن فیلمی به کارگردانی جلال فاطمی و نویسندگی آرش برهانی محصول۱۳۹۰ است.
این فیلم در تاریخ ۱۲ آذر ۱۳۹۴ در سینماهای ایران اکران شده است.

## بازیگران
- اکبر عبدی
- بهنام تشکر
- بهاره رهنما
- فرهاد آئیش
- مهران رنجبر
- مریم سلطانی
- مهران رجبی
- مائده طهماسبی
- سیاوش مفیدی
- سوسن پرور
- مجید شهریاری